# اسکات سیتی (کانزاس)
اسکات سیتی (به انگلیسی: Scott City) شهری در ایالت کانزاس کشور ایالات متحده آمریکا است که جمعیت آن در سرشماری سال ۲۰۱۰ میلادی، ۳٬۸۱۶ نفر بوده‌است.